# Erwin Verstegen
Erwin Michael Marinus Christinus Verstegen (Veghel, 30 juli 1970 - aldaar, 5 maart 1995) was een Nederlands boogschutter.
Verstegen schoot met een recurveboog. Hij deed met het nationaal team, met Berny Camps en Henk Vogels mee aan de Olympische Spelen van 1992 in Barcelona. 
Hij drong door tot de knockoutfase, waar hij in de eerste ronde met 7 punten verschil won van de Australiër Simon Fairweather. In de achtste finales werd hij uitgeschakeld door Jay Barrs uit de Verenigde Staten. Het Nederlands herenteam bereikte de achtste finale en eindigde als negende. Erwins zus Christel speelde in Barcelona met het vrouwenteam.
Verstegen overleed in 1995 aan de gevolgen van een auto-ongeluk.